# Dauphin Royal (1738)
Cet article concerne le Dauphin Royal lancé en 1738. Pour autres vaisseaux ayant porté ce nom, voir Dauphin Royal.

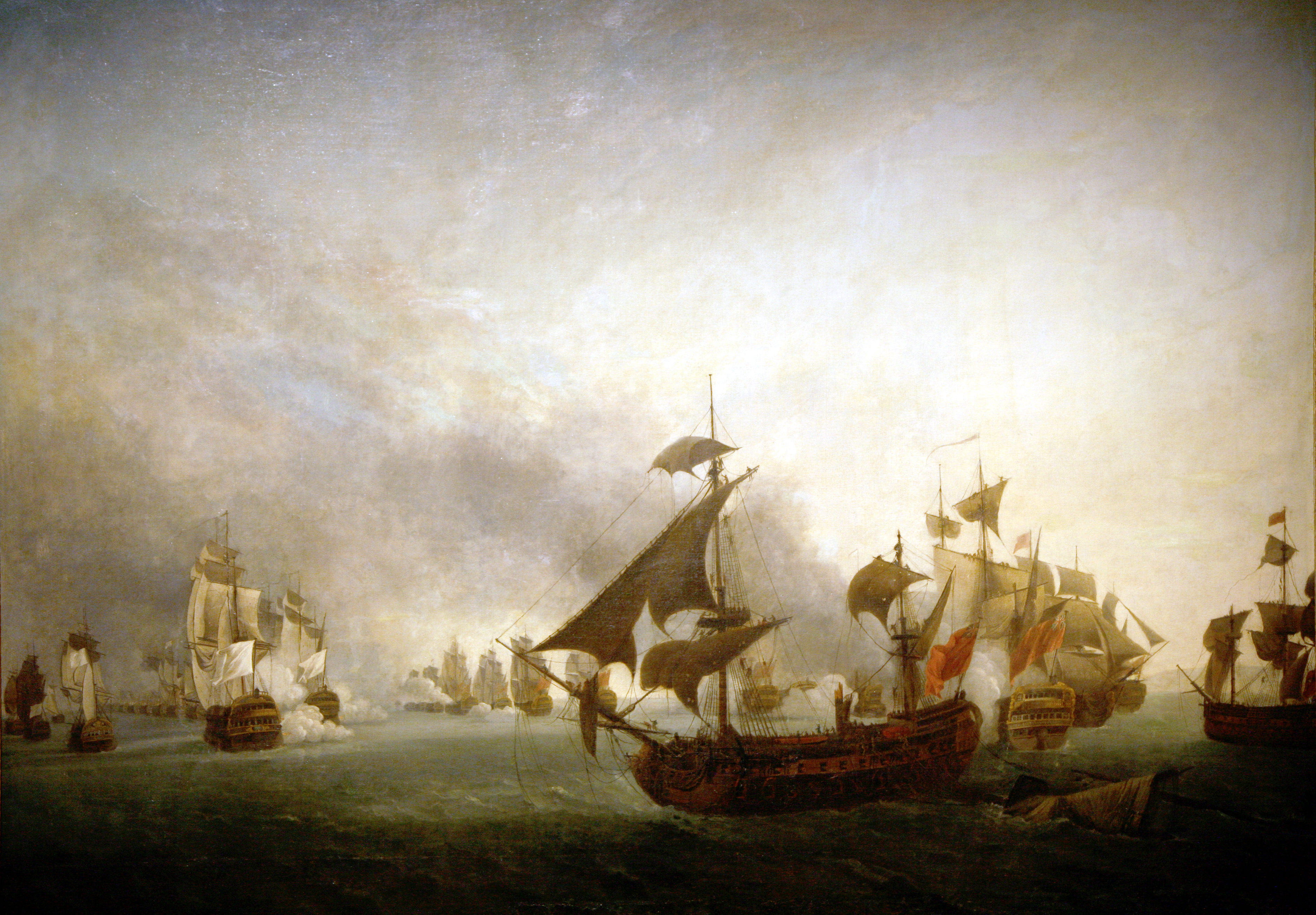
La bataille de la Grenade en 1779. Elle fait partie des nombreux engagements navals auxquels participe le Dauphin Royal lors de sa longue carrière.

Le Dauphin Royal est un vaisseau de ligne de la Marine royale française en service de 1738 à 1783. Vaisseau de 2e puis de 3e rang portant successivement 74 puis 70 canons qui précède de quelques années la célèbre classe des « 74 canons ». Considéré comme très réussi, il sert plus de 40 ans et traverse trois conflits. 

## Histoire et armements
Le Dauphin Royal est construit à Brest de 1735 à 1738 selon les plans de Blaise-Joseph Ollivier. C'est un vaisseau de deuxième rang long de 45,6 mètres, large de 12,6 m, avec un creux de 6 m, portant 74 canons lors de son lancement. Il présente la particularité d'appartenir aux vaisseaux expérimentaux du deuxième quart du XVIIIe siècle, époque ou les constructeurs cherchent par tâtonnements la meilleure forme de carène en procédant à des allongements successifs. Il annonce, par sa taille, la classe des « 74 canons » qu'il précède de peu. Il restera cependant percé à 13 sabords contre 14 pour les 74 canons. 
Il participe avec succès aux nombreuses missions d'escorte vers l'Amérique lors de la guerre de Succession d'Autriche.  
Refondu de 1749 à 1751 à Brest par Jacques-Luc Coulomb, il est réduit à 70 canons, ce qui améliore ses qualités nautiques et fait de lui un excellent marcheur. 
Au début de la guerre de Sept Ans, le Dauphin Royal effectue plusieurs voyages à destination de Louisbourg, sur l'île Royale, en 1755 et 1757. Il est commandé par le capitaine du Tertre de Montalais dans la flotte de dix-huit bâtiments de Dubois de La Motte chargée d'escorter en mai 1755 d'importants renforts pour le Canada. Pour cette mission, le Dauphin Royal fait partie des onze vaisseaux armés en flûte et servant de transport pour les 3 000 hommes de troupe. Le 10 juin 1755, alors qu'il a été séparé de l'escadre par le brouillard en compagnie de deux autres navires, il est attaqué au large de Terre-Neuve par les forces de l'amiral Boscawen chargées d'intercepter le convoi. Navire bon marcheur, il échappe cependant à la capture, contrairement a l’Alcide et au Lys. 
En 1757, il est présent à Louisbourg dans l'importante concentration navale chargée de défendre la place. En 1758, malgré sa taille, il est déclassé en vaisseau de 3e rang. Il participe ensuite à la bataille des Cardinaux, le 20 novembre 1759, sous les ordres du chevalier d'Uturbie Fragosse. Fuyant le champ de bataille après l'engagement qui a vu la destruction de l'arrière-garde, il parvient à se réfugier à Rochefort.
Il est refondu à nouveau de 1768 à 1769 à Rochefort par Clairain-Deslaurier. Son artillerie se compose alors de 26 canons de 36 livres ; 28 de 18 livres et 16 de 8, soit 70 pièces (l'artillerie des gaillards a été réduite). Pendant la guerre d'indépendance américaine, il est engagé à la bataille d'Ouessant, le 27 juillet 1778. Commandé par le marquis de Nieuil, il fait partie de l'avant-garde sous les ordres du comte du Chaffault. En juillet 1779, il participe à la bataille de la Grenade dans les vingt-cinq vaisseaux de l'escadre du comte d'Estaing contre celle de Byron. En décembre de cette même année, il fait partie des sept vaisseaux qui stationnent à la Martinique sous le commandement de La Motte-Picquet. Il ne participe pas au combat devant l'île que soutient La Motte-Picquet contre Hyde-Parker car il est provisoirement désarmé à ce moment-là. Le 25-26 janvier 1782, commandé par le Comte Pierre de Roquefeuil-Montpeyroux, il est engagé, dans l'escadre du comte de Grasse, à la bataille de Saint-Christophe, puis à celle des Saintes, le 12 avril 1782, où il fait partie du centre.
Il est finalement condamné en 1783, après 43 ans de services et après avoir traversé avec succès les trois grands conflits maritimes du XVIIIe siècle.

### Sources et bibliographie
: document utilisé comme source pour la rédaction de cet article.
- Michel Vergé-Franceschi, La Marine française au XVIIIe siècle : guerres, administration, exploration, Paris, SEDES, coll. « Regards sur l'histoire », 1996, 451 p. (ISBN 2-7181-9503-7).
- Michel Vergé-Franceschi (dir.), Dictionnaire d'histoire maritime, Paris, éditions Robert Laffont, coll. « Bouquins », 2002, 1508 p. (ISBN 2-221-08751-8 et 2-221-09744-0)
- Jean Meyer et Martine Acerra, Histoire de la marine française : des origines à nos jours, Rennes, Ouest-France, 1994, 427 p. [détail de l’édition] (ISBN 2-7373-1129-2, BNF 35734655)
- Onésime Troude, Batailles navales de la France, t. 1, Paris, Challamel aîné, 1867-1868, 453 p. (lire en ligne)
- Georges Lacour-Gayet, La Marine militaire de la France sous le règne de Louis XV, Honoré Champion éditeur, 1910 (1re éd. 1902) (lire en ligne).
- Jean-Michel Roche (dir.), Dictionnaire des bâtiments de la flotte de guerre française de Colbert à nos jours, t. 1, de 1671 à 1870, éditions LTP, 2005, 530 p. (lire en ligne)